# Alliances interspécifiques
 (juillet 2025).
Les alliances interspécifiques, par lesquelles des humains se solidarisent avec les actions de résistance d'autres vivants, reposent sur une conception non anthropocentrée des luttes. Elles se situent au carrefour de différentes pensées issues des humanités environnementales et se concrétisent à travers plusieurs modes d'action politique.

## Un concept pour penser les relations au vivant

### Le dépassement des dualismes
Le concept d’alliance interspécifique a été développé en 2017 par Katarzyna Beilin et Sainath Suryanarayanan, au sujet des luttes anti-OGM en Argentine, ainsi que par le philosophe Baptiste Morizot. Les premiers développent l'idée de résistances interspécifiques, qui désignent les « réseaux de résistances inextricables et entrecroisés entre des gens et des plantes ». Quant à Baptiste Morizot, il s'appuie sur les alliances vitales entre différents vivants liés dans un devenir commun. Il s'agit d'alliances objectives, réunissant des collectifs interdépendants et agissant dans la même direction.

L'idée d’une politique des alliances interspécifiques est déjà formulée dans les écrits de Val Plumwood dès le début des années 2000. Dans son livre Environmental Culture: The ecological Crisis Of Reason, la philosophe explique que la manière dont la pensée occidentale a historiquement séparé l’humain de la nature a permis de justifier sa domination. Elle critique cette structure dualiste qui place l’humain au centre et considère la nature comme inférieur ou exploitable, opposant culture et nature, raison et émotion, humain et non-humain. Selon elle, cette vision a contribué à la crise écologique contemporaine en rendant invisibles les relations d’interdépendance entre vivants. Elle propose une révision profonde de notre rapport au monde, fondée sur la reconnaissance de l’altérité et de la vulnérabilité partagée entre espèces :    
Une conception plus libre de l’éthique pourrait favoriser l’avènement d’une politique des alliances interspécifiques […]. Grâce à ces alliances nous pourrions commencer à appréhender le monde en des termes plus sensibles et nuancés que ce que nous pouvons imaginer lorsque nous portons les œillères étroites de la supériorité humaine. 
Cette éthique de la réciprocité et de l’interdépendance invite à repenser l'ensemble du vivant comme sujet, et non comme simple ressource. En 2021, dans l'ouvrage Nous ne sommes pas seuls, Léna Balaud et Antoine Chopot prolongent cette critique en développant une éthique du lien entre les humains et les autres vivants. À la croisée de la philosophie politique, de l’écologie radicale et de l’activisme, ils défendent une manière de vivre ensemble qui ne repose plus sur la domination, mais sur l’écoute, la cohabitation et la transformation mutuelle : 
Il ne s’agit plus seulement de protéger les non-humains, mais de reconnaître leur puissance d’agir et leur capacité à transformer nos mondes.
La notion d'alliances interespèces s'ancre dans le renouvellement de la sensibilité au monde vivant et dans la déconstruction des dualismes, notamment développés dans l’œuvre de Bruno Latour. Ces alliances articulent cette pensée du vivant avec une grille d'analyse des rapports de domination capitaliste.

### Une seconde et une troisième nature
Les auteurs de Nous ne sommes pas seuls s'inscrivent dans l'analyse de l'écologie du capitalisme par le sociologue et historien Jason W. Moore. Dans son ouvrage traduit en 2024 en français sous le titre L’Ecologie-monde du capitalisme, celui-ci  propose une lecture de l'ensemble des agencements écologiques fabriqué par les capitalismes, non seulement par l'exploitation de la force de travail humaine mais également par le travail invisibilisé des femmes, de la nature et des colonies. Son analyse permet ainsi d'élargir la notion de travail à l'ensemble du vivant : dans le capitalisme, espèces animales et végétales existent et sont sélectionnées pour créer de la valeur pour le capital. Le système de la plantation coloniale, matrice du capitalisme et de la crise écologique, est lié à l'avènement historique de la monoculture, à la destruction de nombreuses espèces et semences, à la dépossession des terres communes ainsi qu'à la destruction des corps par l'esclavage. Les plantes mises au travail deviennent hégémoniques, avec pour exemples le soja, le maïs, le café, le coton, le cacao, ou encore l'huile de palme. Par cette mise au travail des non humains, en réagençant les écosystèmes pour produire du profit, le capitalisme sécrète ce que l'historien William Cronon décrit comme une « seconde nature ».

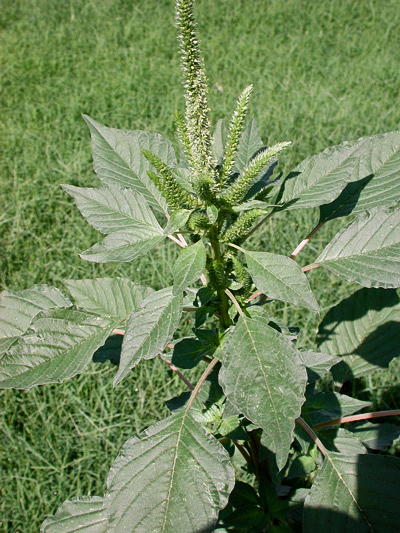
Amarante de Palmer

Le concept de « troisième nature », développé par l'anthropologue Anna L. Tsing, permet d'approfondir la notion d'alliances inter-espèces. Cette troisième nature désigne les comportements et gestes autres qu'humains qui contrecarrent les formes de travail, de contrôle de calcul qui sont imposés aux autres formes de vivant. Il s'agit de la nature qui « réussit à exister malgré le capitalisme », celle des friches urbaines, des interstices de l’agriculture intensive et des métropoles. L’anthropologue constate qu'y survivent des espèces végétales et animales dites férales, sauvages, non domestiquées. Cette féralité est synonyme de comportements imprévisibles et de capacité à mener soi-même son existence malgré les contraintes, comme le font les plantes résistantes aux pesticides. L'exemple de l'amarante Palmer est significatif de cette féralité. Un article du New York Times décrit à l'été 2021 l'accumulation de micro-résistances végétales qui fait de cette variété une menace pour les champs de coton et de soja transgéniques, capable de digérer le glyphosate. Face aux formes de nature toujours plus hostiles, le capital ne peut alors répondre que par des stratégies de plus en plus toxiques et couteuses, qui ne remédient que ponctuellement à la situation. C'est ce que Jason W. Moore appelle un moment d'accumulation de valeur négative, cette dernière contraignant le capital à payer toujours plus cher les coûts de son activité.
Face à l'agencement de la nature par le capitalisme, les alliances interespèces font des non-humains des partenaires avec lesquels il est possible de construire des formes de solidarité, contre les logiques extractivistes. Ces alliances s’ancrent dans des pratiques concrètes de soin, d’attention et de résistance partagée, qui permettent d’imaginer des communautés élargies du vivant.

## Une politique des luttes
Selon Léna Balaud et Antoine Chopot, les alliances interspécifiques ou interespèces, ou encore alliances terrestres, parfois également appelées « alliances plus qu'humaines » consistent à « amplifier les actions d'autres vivants pour composer un monde plus habitable, et à opposer des obstacles aux adversaires de cette habitabilité ». A Notre-Dame-des-Landes, par exemple, certains zadistes ont cherché à réintroduire une plante protégée par la loi, la gentiane des marais, celle-ci pouvant représenter un obstacle légal de plus au projet d’aéroport. Les non-humains constituent ainsi dans ces alliances de véritables acteurs des luttes politiques,.

### Le guerilla grafting
A San Francisco, en 2015, les « guerilla grafters » ont repéré les variétés stériles de fruitiers plantés pour des raisons ornementales puis se sont formés aux techniques de greffe pour les rendre de nouveau producteurs de fruits et lutter contre la rareté alimentaire propre aux métropoles. La sociologue Flaminia Paddeu écrit à ce propos : 
Des militantes et des militants greffent illégalement des tiges d’arbres fruitiers sur les arbres ornementaux des quartiers populaires, pour que l’espace urbain redevienne un commun comestible et non marchand pour toutes et tous.
Le guerilla grafting permet ainsi de retrouver une relation de subsistance à l'environnement immédiat. Léna Balaud et Antoine Chopot ajoutent : 
C’est une véritable alliance végétal-humain car il y a la restitution aux arbres (stérilisés) et aux habitant·es des villes (en position de consommateurs) d’une capacité à se reproduire par eux-mêmes. Une fois greffé, le pommier ou le cerisier sélectionné pour être stérile retrouvera dans quelques années la capacité de répandre des graines (même si elles seront d’une autre variété) dans les friches alentour, à l’aide des pigeons, des merles ou des fouines. Il y a alliance entre une désornementalisation de l’environnement et une sortie de la précarité alimentaire : c’est un cas concret d’autonomies associées .

### Les bombes d'amarante, un exemple de bio-sabotage
L'article de Katarzyna Beilin et Sainath Suryanarayanan, The War between Amaranth and Soy, relate l’histoire des activistes argentins ayant trouvé à s’allier à une plante, l’amarante, devenue résistante au glyphosate et constituant une réel menace pour l’agriculture intensive. Ils ont amplifié la puissance d’agir du végétal en confectionnant des bombes à graines composées d’argile et de graines d’amarante qu'ils lançaient ensuite dans les champs de soja OGM, pour en entraver la culture. A Malvinas Argentinas, en 2013, la contestation a été lancée par les mères, concernées par la santé de leurs enfants, contre les épandages d’herbicides par avions sur les champs de soja et de maïs transgéniques. La firme Monsanto avait pour projet d'y construire ce qui devait être le plus grand centre de production de maïs transgénique au monde. Les bombes à graines d'amarante vont causer d'immenses pertes de rendement, jusqu'à 70% dans les champs de soja. Après trois années d’occupation du futur site, Monsanto abandonne les lieux en 2016. De nombreux producteurs sont ensuite retournés à la culture de semences paysannes, privilégiant l'autonomie alimentaire sur la rente agricole.

### Le Marais Wiels, un exemple de réensauvagement

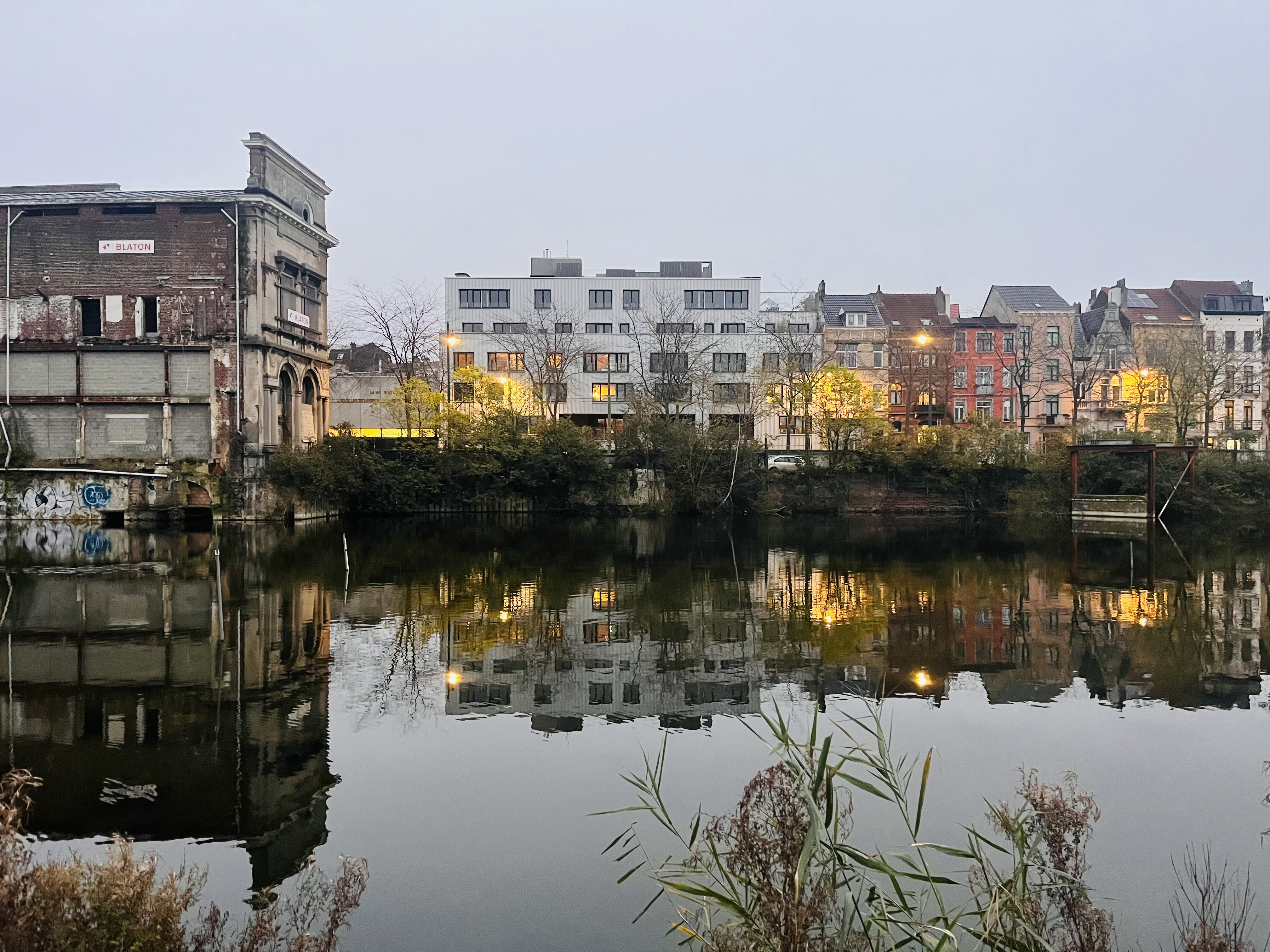
le Marais Wiels à Bruxelles

Le Marais Wiels est un plan d’eau né par accident en 2007 à la suite de travaux de construction dans un quartier populaire de la métropole bruxelloise, à proximité du centre d'art contemporain Wiels. Deux carottages percent alors une nappe phréatique située sous une couche d’argile superficielle, stoppant une première fois la construction de bureaux sur cette friche industrielle, où se trouvaient les brasseries Wielemans  jusqu'en 1988. La crise financière mondiale de 2008 suspend le projet de construction, et de nombreuses espèces d'oiseaux viennent alors y habiter. De 2016 à 2018, des riverains s’opposent au nouveau projet de construction qui comprend cent soixante-dix logements de luxe avec leurs parkings. Deux cent seize espèces ont été recensées sur les 23 000 mètres carrés du Marais, qui n’est toujours pas officiellement reconnu comme plan d’eau. Des habitantes du quartier sont engagées dans une lutte pour sa sauvegarde contre le plan de la région Bruxelles-Capitale qui entend y faire construire entre 70 et 80 appartements,.
Tisser une alliance politique inter-espèces, c’est alors moins prêter une intention politique aux acteurs non humains que considérer leurs actions (par exemple la résurgence d’un marais réensauvagé en pleine ville) comme les éléments d’un réseau d’actes qu’il s’agit de faire croître. [...] L’une des puissances propres au réensauvagement (...) est de montrer comment les autres vivants fabriquent, avec et sans nous, des lieux habitables et désirables. Paradoxalement, ce qui était placé et jugé hors du commun des humains – le sauvage comme extériorité de la société – refait irruption et change la texture même de ce commun : ce sont l’eau de la nappe, les insectes, les algues, les oiseaux, les roseaux, toutes leurs relations et leurs potentiels écologiques qui ont spontanément engendré le faciès de ce lieu commun qu’est devenu le Marais Wiels.

### articles connexes
Tactical urbanism